# Пуассон, Жан-Фредерик
Жан-Франсуа Пуассон (фр. Jean-Frédéric Poisson; род. 22 января 1963, Бельфор) — французский политик, председатель Христианско-демократической партии с 2013 года (в 2020 году партия приняла наименование «Народный путь»).

## Биография

### Ранние годы
Родился 22 января 1963 года в Бельфоре. Доктор философии и магистр общественного права, работал директором по кадрам в промышленной компании, затем руководил консалтинговой фирмой.

### Политическая карьера
Начал политическую карьеру в аппарате Кристин Бутен — видной деятельницы Союза за народное движение, которая позднее возглавляла Форум социальных республиканцев (тот впоследствии был реорганизован в Христианско-демократическую партию и в Народный путь). Разделяя идеи католического традиционного права, Пуассон противодействовал легализации однополых браков. С 1995 года состоял в муниципальном совете Рамбуйе, в 2001 году стал помощником мэра Рамбуйе Жерара Ларше, а когда тот в 2004 году получил назначение в третье правительство Раффарена Пуассон был избран новым мэром города и оставался в этой должности до 2007 года, когда в своё прежнее кресло вернулся Ларше (Пуассон с 2007 по 2017 год вновь занимал должность помощника мэра).
В 2007 году стал депутатом Национального собрания от 10-го округа департамента Ивелин, автоматически заменив Кристин Бутен, прервавшую свой мандат из-за назначения в правительство (во Франции каждый депутат перед выборами называет своего парламентского заместителя на случай досрочного выбытия). 24 июля 2009 года Бутен окончательно отказалась от мандата, вследствие чего полномочия Пуассона прекратились, и в округе были назначены дополнительные выборы.
27 сентября 2009 года состоялся второй тур голосования, итог которого оказался необычным — Пуассон победил, набрав лишь на 5 голосов больше соперницы — кандидатки зелёных Анни Пурсинофф. 20 мая 2010 года Конституционный совет Франции большинством в один голос признал процедурные нарушения на выборах в 10-м округе и отменил их результаты, назначив переголосование (Пуассон принял участие в избирательной кампании, но 11 июля 2010 года во втором туре новых дополнительных выборов победу одержала Пурсинофф с результатом 51,72 %).
17 июня 2012 года во втором туре очередных парламентских выборов Пуассон вновь победил Пурсинофф — теперь с заметным преимуществом, получив 53,65 % голосов.
16 ноября 2013 года Пуассон избран председателем Христианско-демократической партии через четыре месяца после отставки Кристин Бутен, решившей целиком посвятить себя продвижению в обществе традиционных семейных ценностей в преддверии европейских выборов 2014 года (кандидатуру Пуассона поддержали 73,28 % делегатов конвента ХДП).
20 ноября 2016 года в первом туре праймериз правых, по итогам которых определялась единая кандидатура на президентских выборах 2017 года, получил 1,5 % голосов и выбыл из дальнейшей борьбы.
18 июня 2017 года во втором туре парламентских выборов в качестве представителя правой коалиции проиграл в 10-м округе департамента Ивелин кандидатке президентской партии Вперёд, Республика! Авроре Берже, получив 35,25 % голосов избирателей.

### Вне парламента
25 октября 2017 года вместе с Николя Дюпон-Эньяном инициировал новый политический проект Les amoureux de la France, le pays avant les partis (Поклонники Франции, страна важнее партий), задуманный для формирования правой альтернативы политике президента Макрона.
20 октября 2020 года ХДП приняла новое наименование: VIA, la voie du peuple (ЧЕРЕЗ, народный путь).
5 августа 2021 года Пуассон, будучи активным противником вакцинации против COVID-19, заявил в эфире телекомпании CNews, что вакцины Pfiser и AstraZeneca стали причиной смерти около 900 человек во Франции, чем вызвал волну опровержений.
3 декабря 2021 года снял свою кандидатуру на президентских выборах 2022 года, поддержав выдвижение Эрика Земмура.